# Lloyd Mondory

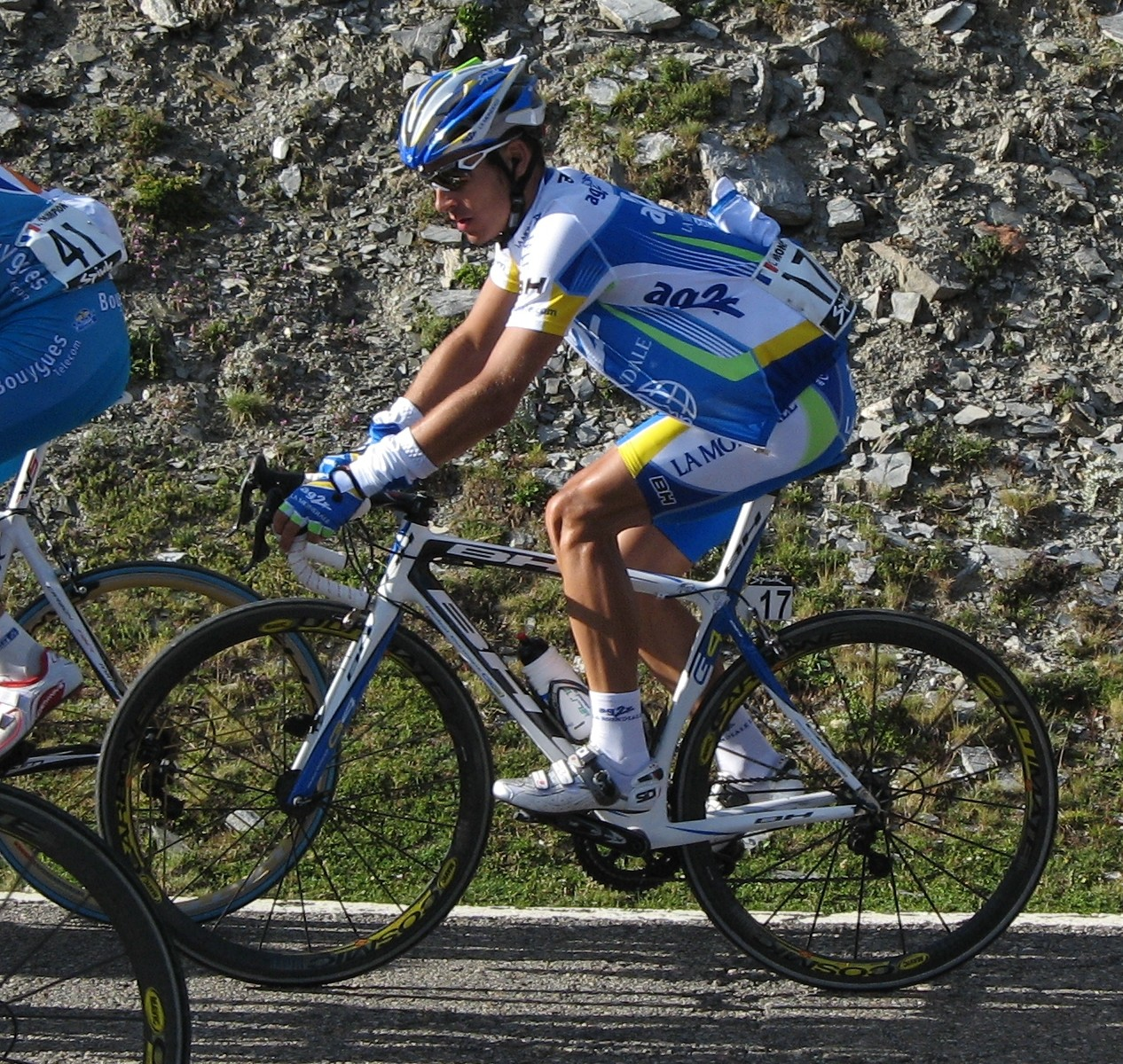
Lloyd Mondory in de Vuelta van 2008.

Lloyd Mondory (Cognac, 26 april 1982) is een Frans voormalig wielrenner.
Op 17 februari 2015 werd Mondory tijdens een out-of-competition controle betrapt op het gebruik van EPO.

## Belangrijkste overwinningen
2003
- 1e etappe Tour du Loir-et-Cher
- 3e etappe Triptyque des Barrages
- Eindklassement Kreiz Breizh Elites

2005
- 3e etappe Ronde van Castilië en León (ploegentijdrit)

2006
- Eindklassement Coupe de France

2008
- Bergklassement Tirreno-Adriatico
- GP Kanton Aargau
- 2e etappe Parijs-Corrèze

2011
- 2e etappe Ster van Bessèges
- Sprintklassement Ronde van Zwitserland

2014
- 4e etappe Ronde van Burgos

## Resultaten in voornaamste wedstrijden
| Jaar | Ronde van Italië | Ronde van Frankrijk | Ronde van Spanje |
| ---- | ---------------- | ------------------- | ---------------- |
| 2005 |                  |                     |                  |
| 2006 |                  |                     |                  |
| 2007 | 108e             |                     |                  |
| 2008 |                  |                     | 120e             |
| 2009 |                  | 131e                |                  |
| 2010 |                  | 117e                |                  |
| 2011 |                  |                     | 84e              |
| 2012 |                  |                     | 104e             |
| 2013 |                  |                     | 114e             |
| 2014 |                  |                     | opgave           |

| Jaar | Milaan-San Remo | Gent-Wevelgem | Ronde van Vlaanderen | Parijs-Roubaix | Dwars door Vlaanderen | Parijs-Tours | Omloop Het Nieuwsblad |  | Wereldranglijsten |
| ---- | --------------- | ------------- | -------------------- | -------------- | --------------------- | ------------ | --------------------- |  | ----------------- |
| 2005 |                 |               |                      | opgave         | 32e                   | 109e         |                       |  |                   |
| 2006 |                 |               |                      |                | Brons                 |              |                       |  |                   |
| 2007 | 50e             |               |                      |                | 102e                  |              |                       |  |                   |
| 2008 | 26e             | 103e          |                      | opgave         |                       | 163e         | 29e                   |  |                   |
| 2009 | 11e             | 39e           |                      | 72e            |                       | 42e          | 26e                   |  | 202e (UWK)        |
| 2010 | 38e             | 53e           | 14e                  | 17e            | 29e                   | 110e         | 84e                   |  | 212e (UWK)        |
| 2011 | 41e             | 5e            | 17e                  | opgave         | 16e                   |              | 66e                   |  | 104e (UWT)        |
| 2012 | 128e            | 49e           | 33e                  | 45e            | 9e                    |              | 7e                    |  | 178e (UWT)        |
| 2013 |                 | opgave        |                      | 27e            |                       | 14e          |                       |  |                   |
| 2014 | 40e             | 14e           | 27e                  | opgave         | 73e                   |              | 25e                   |  |                   |

## Ploegen
- 2002- Ag2r Prévoyance (stagiair)
- 2003- Ag2r Prévoyance (stagiair)
- 2004- Ag2r Prévoyance
- 2005- Ag2r Prévoyance
- 2006- Ag2r Prévoyance
- 2007- Ag2r Prévoyance
- 2008- AG2R La Mondiale
- 2009- AG2R La Mondiale
- 2010- AG2R La Mondiale
- 2011- AG2R La Mondiale
- 2012- AG2R La Mondiale
- 2013- AG2R La Mondiale
- 2014- AG2R La Mondiale
- 2015- AG2R La Mondiale